# Tabrezi Davlatmir
Tabrezi Davlatmir (sinh ngày 6 tháng 6 năm 1998) là một cầu thủ bóng đá Tajikistan hiện tại thi đấu cho FC Istiklol.

## Sự nghiệp

### Câu lạc bộ
Vào tháng 6 năm 2016, Davlatmir trở lại FC Istiklol sau khi thi đấu dạng cho mượn ở Barki Tajik.

### Quốc tế
Davlatmir ra mắt đội tuyển quốc gia ngày 7 tháng 7 năm 2016 trước Bangladesh.

## Thống kê sự nghiệp

### Câu lạc bộ
Tính đến trận đấu diễn ra ngày 4 tháng 10 năm 2020
| Câu lạc bộ          | Mùa giải            | Giải vô địch                             | Giải vô địch | Giải vô địch | Cúp Quốc gia | Cúp Quốc gia | Châu lục | Châu lục  | Khác    | Khác      | Tổng    | Tổng      |
| Câu lạc bộ          | Mùa giải            | Hạng đấu                                 | Số trận      | Bàn thắng    | Số trận      | Bàn thắng    | Số trận  | Bàn thắng | Số trận | Bàn thắng | Số trận | Bàn thắng |
| ------------------- | ------------------- | ---------------------------------------- | ------------ | ------------ | ------------ | ------------ | -------- | --------- | ------- | --------- | ------- | --------- |
| Istiklol            | 2016                | Giải bóng đá vô địch quốc gia Tajikistan | 3            | 0            | 2            | 0            | 0        | 0         | 0       | 0         | 5       | 0         |
| Istiklol            | 2017                | Giải bóng đá vô địch quốc gia Tajikistan | 12           | 0            | 4            | 0            | 1        | 0         | 0       | 0         | 17      | 0         |
| Istiklol            | 2018                | Giải bóng đá vô địch quốc gia Tajikistan | 12           | 0            | 4            | 0            | 2        | 0         | 1       | 0         | 19      | 0         |
| Istiklol            | 2019                | Giải bóng đá vô địch quốc gia Tajikistan | 18           | 0            | 7            | 0            | 0        | 0         | 0       | 0         | 25      | 0         |
| Istiklol            | 2020                | Giải bóng đá vô địch quốc gia Tajikistan | 18           | 1            | 2            | 0            | 3        | 0         | 1       | 0         | 24      | 1         |
| Istiklol            | Tổng                | Tổng                                     | 63           | 1            | 19           | 0            | 6        | 0         | 2       | 0         | 90      | 1         |
| Tổng cộng sự nghiệp | Tổng cộng sự nghiệp | Tổng cộng sự nghiệp                      | 63           | 1            | 19           | 0            | 6        | 0         | 2       | 0         | 90      | 1         |

### Quốc tế
| Đội tuyển quốc gia Tajikistan | Đội tuyển quốc gia Tajikistan | Đội tuyển quốc gia Tajikistan |
| Năm                           | Số trận                       | Bàn thắng                     |
| ----------------------------- | ----------------------------- | ----------------------------- |
| 2016                          | 1                             | 0                             |
| 2018                          | 4                             | 0                             |
| 2019                          | 7                             | 0                             |
| 2020                          | 2                             | 0                             |
| 2021                          | 5                             | 0                             |
| 2022                          | 3                             | 0                             |
| 2023                          | 6                             | 0                             |
| Tổng                          | 28                            | 0                             |

Thống kê chính xác đến trận đấu diễn ra ngày 21 tháng 11 năm 2023

## Danh hiệu
Istiklol
- Giải bóng đá vô địch quốc gia Tajikistan (2): 2016[9], 2017[10]
- Cúp bóng đá Tajikistan (1): 2016[11]
- Siêu cúp bóng đá Tajikistan (1): 2018[12]